# Paralos

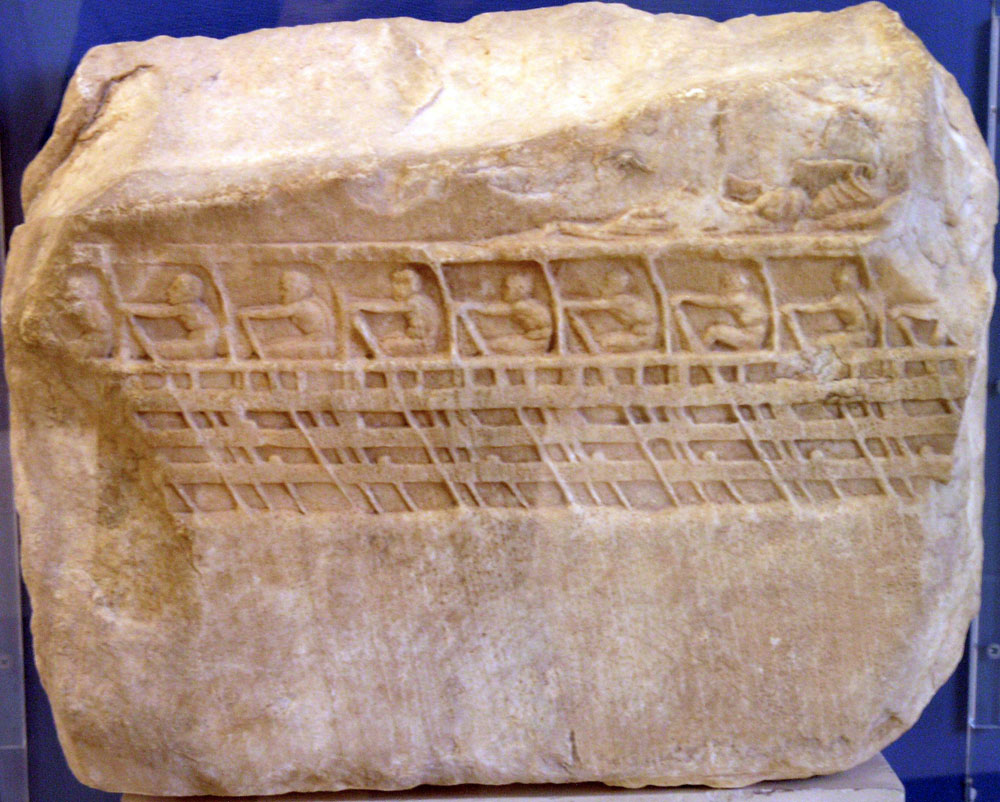
Le « relief Lenormant » représentant une trière, avec peut-être Paralos à droite, vers 410-400 av. J.-C., musée de l'Acropole d'Athènes

Dans la mythologie grecque, Paralos (en grec ancien Πάραλος / Páralos, littéralement « maritime, du littoral ») est un héros  athénien, réputé être l'inventeur de la navigation.
Ses origines sont obscures. Il est peut-être nommé par Euripide au vers 659 des Suppliantes, quand un messager venu rapporte la bataille pour les corps des Sept contre Thèbes et décrit Thésée, entouré par les Athéniens de la vieille ville et de Paralos, la lance à la main. Toutefois, on a jugé peu vraisemblable qu'Euripide fasse intervenir un héros qui ne se livre à aucune action d'éclat par la suite ; le passage est donc généralement émendé en « les gens du Littoral », par opposition à ceux de la montagne et ceux de la plaine.
Paralos fait également l'objet de notices chez Harpocration et dans la Souda. Il est représenté sur une coupe du Peintre d'Iéna à Ensérune.
Son nom a été donné à la Paralienne, l'une des deux principales trières sacrées d'Athènes, qui étaient chargées de mener à Delphes les théores, de transmettre les ordres et les nouvelles importantes ou de porter le tribut. La Paralienne a pour équipage un pseudo-genos, les Paraloi, dirigés par un « intendant » (ταμίας / tamías), héritier des naucrares qui existaient avant la réforme de Clisthène.
Paralos possède un sanctuaire, le Paralion, au Pirée, le port d'Athènes.